# Санфорд (Мэн)
Санфорд (англ. Sanford) — город в округе Йорк, в штате Мэн, США. По подсчетам бюро переписи населения в 2010 году население города составляло 20 798 человек, что делает Санфорд первым по численности населения городом в округе и восьмым в штате.

## География
Согласно бюро переписи населения США, общая площадь города — 126,2 км², из которых: 123,8 км² — земля и 2,4 км² (1,89 %) — вода.

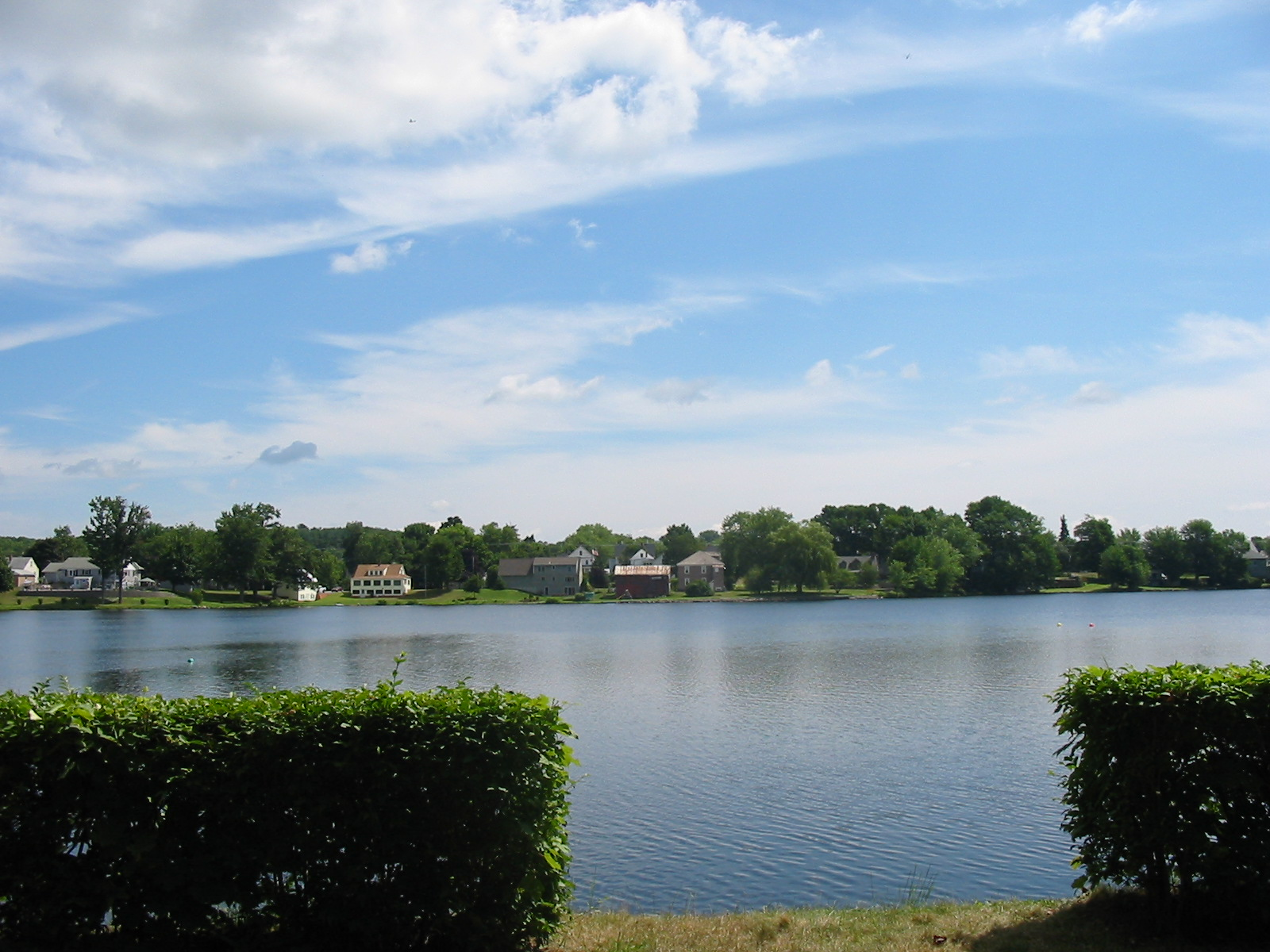
Пруд Намбер-Уан
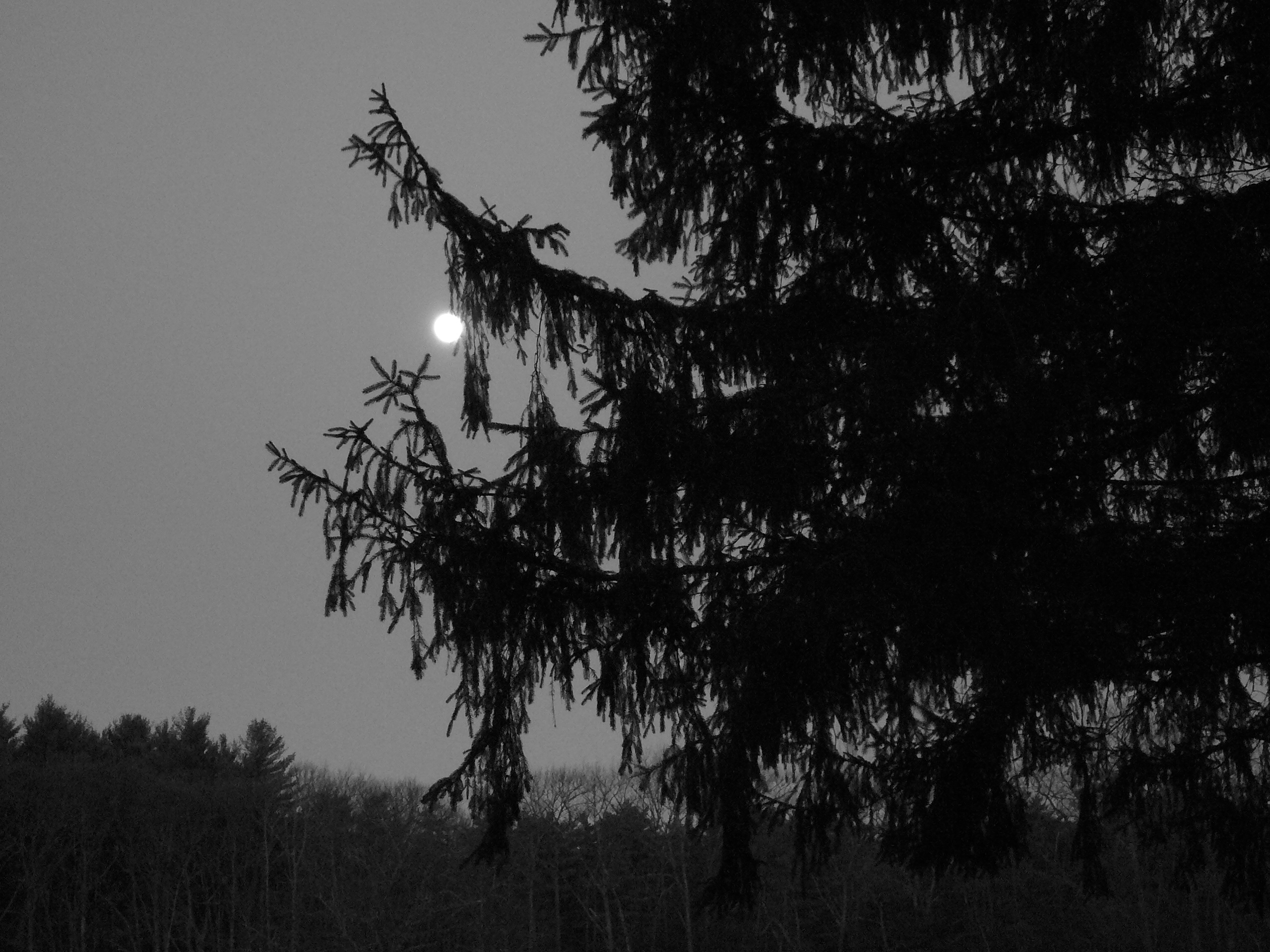
Луна над Гоуэн Парк
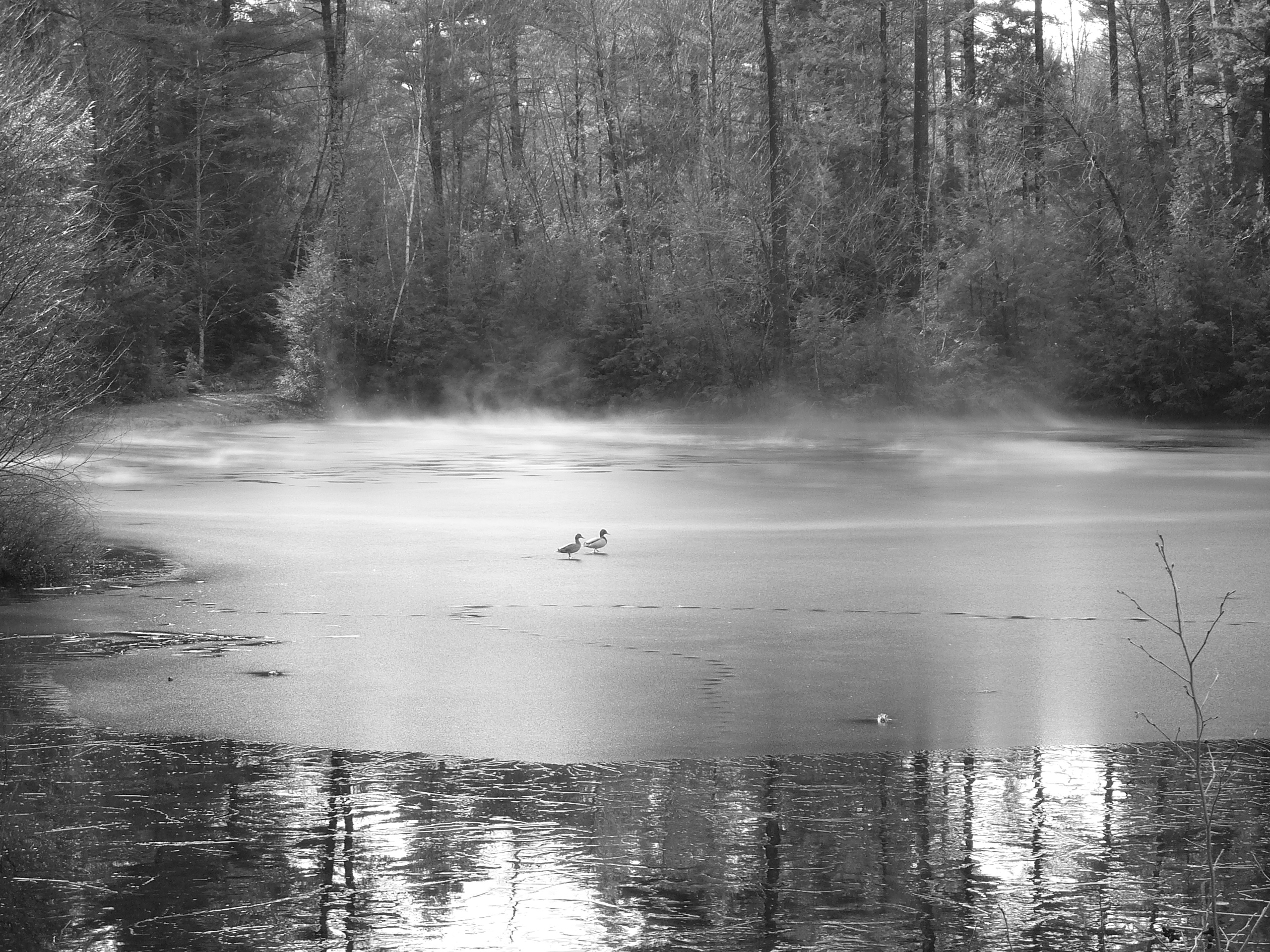
Пруд Макдугал

## Демография
По данным переписи населения 2000 года в Санфорде проживало 20 806 человек, 5449 семей, насчитывалось 8270 домашних хозяйств и 8807 жилых домов. Средняя плотность населения составляла около 168,0 человек на один квадратный километр. Расовый состав Санфорда по данным переписи распределился следующим образом: 95,68 % белых, — чёрных или афроамериканцев, 0,31 % — коренных американцев, 2,07 % — азиатов, 0,02 % — выходцев с тихоокеанских островов, 1,21 % — представителей смешанных рас, 0,27 % — других народностей. Испаноговорящие составили 0,96 % от всех жителей города.
Из 8270 домашних хозяйств в 33,7 % — воспитывали детей в возрасте до 18 лет, 48,5 % представляли собой совместно проживающие супружеские пары, в 12,7 % семей женщины проживали без мужей, 34,1 % не имели семей. 27,6 % от общего числа семей на момент переписи жили самостоятельно, при этом 11,7 % составили одинокие пожилые люди в возрасте 65 лет и старше. Средний размер домашнего хозяйства составил 2,48 человек, а средний размер семьи — 3,01 человек.
Население города по возрастному диапазону по данным переписи 2000 года распределилось следующим образом: 26,7 % — жители младше 18 лет, 8,1 % — между 18 и 24 годами, 29 % — от 25 до 44 лет, 21,8 % — от 45 до 64 лет и 14,4 % — в возрасте 65 лет и старше. Средний возраст жителей составил 37 лет. На каждые 100 женщин в Санфорде приходилось 93,5 мужчин, при этом на каждые сто женщин 18 лет и старше приходилось 90 мужчин также старше 18 лет.
Средний доход на одно домашнее хозяйство в городе составил 34 668 долларов США, а средний доход на одну семью — 43 021 доллар. При этом мужчины имели средний доход в 33 115 долларов США в год против 24 264 доллара среднегодового дохода у женщин. Доход на душу населения в городе составил 16 951 доллар в год. 11,1 % от всего числа семей в городе и 12,8 % от всей численности населения находилось на момент переписи населения за чертой бедности, при этом 17 % из них были моложе 18 лет и 11,2 % — в возрасте 65 лет и старше.